# W. Alton Jones Foundation
A W. Alton Jones Foundation foi uma fundação de caridade e patrocinadora de causas ambientais. Originalmente, esteve envolvido no patrocínio das artes, particularmente do teatro.
A fundação foi fundada em 1944 por W. Alton "Pete" Jones, executivo do setor de petróleo e presidente do conselho da Cities Service Company. Em 2001, a Fundação W. Alton Jones, após 56 anos em funcionamento, com a sede em Charlottesville, Virgínia, foi repentinamente dissolvida. A doação de US$ 400 milhões foi dividida entre três fundações: Blue Moon Fund (dirigido por Patricia Jones Edgerton e Diane Edgerton Miller, filha e neta de W. Alton Jones, respectivamente), Oak Hill Foundation (dirigida pelo filho William Edgerton) e a Fundação Edgerton (dirigida pelo filho Brad Edgerton).